# Anti-flash white

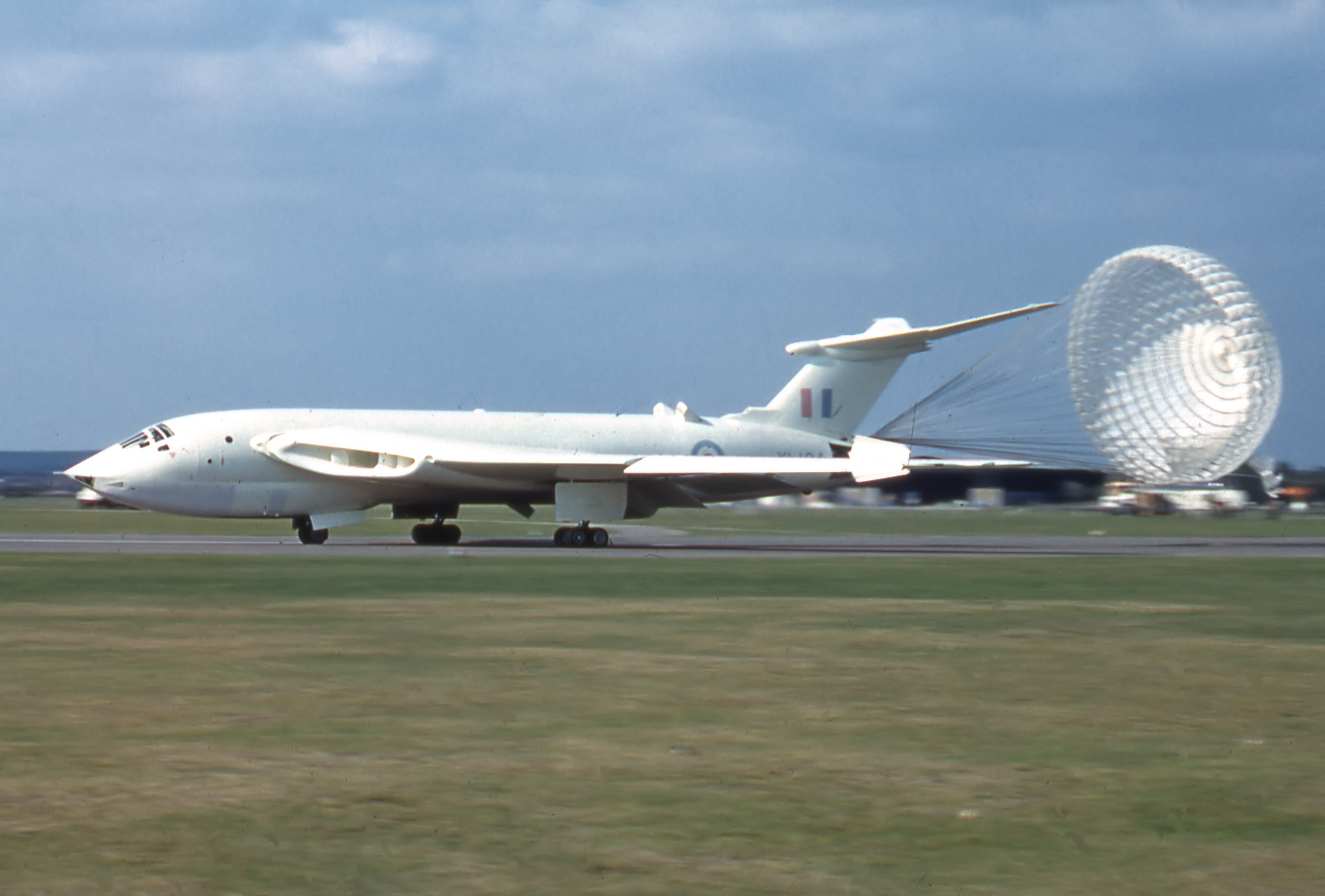
Handley Page Victor, geheel in anti-flash white met faded roundels.

Anti-flash white is een stralend witte kleur die tijdens de Koude Oorlog gebruikt werd op nucleaire bommenwerpers. De witte kleur was bedoeld om zo veel mogelijk van de warmtestraling (30-50% van de totale energie van de explosie) van een kernexplosie te weerkaatsen om zo de overlevingskansen van het toestel en de bemanning te vergroten. De kleur werd voor het eerst toegepast in de jaren 1950.

## Vliegtuigen
Van de onderstaande vliegtuigen zijn in ieder geval een deel van de toestellen in de kleur geverfd geweest. Niet alle vliegtuigen zijn volledig in de kleur geverfd, vaak werd alleen de onderkant wit gemaakt en werd aan de bovenkant de gebruikelijke camouflagetekening gebruikt.
 Rusland/ Sovjet-Unie:
- Tupolev Tu-22M
- Tupolev Tu-160

 Verenigd Koninkrijk:
- De zogenaamde V-Force:
  - Avro Vulcan
  - Handley Page Victor
  - Vickers Valiant
- BAC TSR-2

 Verenigde Staten:
- B-47 Stratojet
- B-52 Stratofortress